# Campionato algerino di scacchi
Il Campionato algerino di scacchi si disputa dal 1975 in Algeria per determinare il campione nazionale 
di scacchi.
È organizzato dalla Federazione algerina di scacchi (Fédération Algérienne des échecs), fondata nel 1973 e associata alla FIDE dal 1974.

## Albo dei vincitori
| Anno | Vincitore              | Campionessa femminile |
| ---- | ---------------------- | --------------------- |
| 1975 | Chaabi                 |                       |
| 1976 | Boulsane               |                       |
| 1977 | Abdelatif Henni        |                       |
| 1978 | Abdelatif Kharchi      |                       |
| 1979 | Abdelatif Kharchi      |                       |
| 1980 | Zitouni Cherrad        |                       |
| 1981 | Aziz Madani Benhadi    |                       |
| 1982 | Abdelhamid Slimani     |                       |
| 1983 | Abderahmane Bousmaha   |                       |
| 1985 | Abderahmane Bousmaha   |                       |
| 1986 | Kamel Sebih            |                       |
| 1988 | Mahfoud Boudiba        |                       |
| 1989 | Kamel Sebih            |                       |
| 1990 | Kamel Sebih            |                       |
| 1991 | Abd'Ennacer Bammoune   |                       |
| 1992 | Abdelnour Ahmed Zaid   |                       |
| 1993 | Kamel Sebih            |                       |
| 1994 | Ryad Rizouk            |                       |
| 1995 | Mohamed Henni          |                       |
| 1996 | Mohamed Henni          |                       |
| 1997 | Mohamed Henni          |                       |
| 1998 | Mohamed Henni          |                       |
| 1999 | Aimen Rizouk           |                       |
| 2000 | Mohamed Henni          |                       |
| 2001 | Saad Belouadah         |                       |
| 2002 | Saad Belouadah         |                       |
| 2003 | Mohamed Henni          |                       |
| 2004 | Saad Belouadah         |                       |
| 2005 | Mohamed Haddouche      |                       |
| 2006 | Badr-Eddine Khelfallah |                       |
| 2007 | Saad Belouadah         |                       |
| 2008 | Tarek Goutali          |                       |
| 2009 | Mohamed Haddouche      |                       |
| 2010 | Saad Belouadah         |                       |
| 2011 | Mohamed Haddouche      | Sabrina Latreche      |
| 2012 | Mohamed Haddouche      |                       |
| 2013 | Mohamed Haddouche [2]  | Amina Mezioud         |
| 2014 | Mohamed Haddouche      | Lylia Meghara         |
| 2015 | Mohamed Haddouche      | Sabrina Latreche      |
| 2016 | Chafik Talbi [3]       | Sabrina Latreche      |
| 2017 | Mohamed Haddouche      | Sabrina Latreche      |
| 2018 | Bilel Bellahcene [4]   | Sabrina Latreche      |
| 2019 | Chafik Talbi           |                       |
| 2021 | Massinas Djabri        | Chahrazed Djerroud    |
| 2022 | Massinas Djabri        | Chahrazed Djerroud    |
| 2023 | Massinas Djabri        | Rania Nassr           |
| 2024 | Abdellah Amrane        | Rania Nassr           |

## Campioni algerini di scacchi per corrispondenza
1. Mohamed Samraoui (1981-1984)
2. L.  Hamidouche (1983-1985)
3. Mohamed Samraoui (1984-1986)
4. Mohamed Samraoui (1985-1987)
5. Abderraouf Chorfa (1986-1988)
6. M. Abdelauf (1987-1989)
7. Lahouari Meslem (1988-1990)
8. Mohamed Samraoui (1989-1991)
9. Gmar Benagoudjil (1990-1993)
10. Med Said Amrane (1991-1994)
11. Boualem Bendou (1992-1995)
12. Med Said Amrane (1994-1997)
13. Mohamed Samraoui - Samy Ould Ahmed (2007-2008)  [5]
14. Samy Ould Ahmed (2008-2009)  [6]
15. Mourad Boumbar (2010-2011)  [7]
16. Mourad Boumbar - Khaled Dorbane (2010-2011)  [8]
17. Mourad Boumbar (2011-2012)  [9]